# Bárbara Cayo
Bárbara Cecilia Cayo Sanguinetti (La Molina, 7 de enero de 1974) es una actriz, presentadora de televisión, cantante y compositora peruana. Es conocida por el rol estelar de Rafaella Picasso en la serie de televisión Al fondo hay sitio.

## Biografía
Bárbara vivió en una familia de artistas de Perú denominados los Cayo: Fiorella Cayo, Stephanie Cayo y Macs Cayo.  Estudió comunicación audiovisual en la especialidad de Producción y Dirección de Cine y Televisión.
Su carrera en la televisión inició a los 17 años mientras estudiaba Comunicaciones en el IPP y teatro en el Club de Teatro de Lima. Fue encargada de la conducción del programa musical Taxi.
Se inició como actriz en la telenovela Mala mujer con Ruddy Rodríguez y luego un año más tarde la llamaron para conducir el programa Musical "Taxi"emitido por frecuencia Latina donde estuvo dos años como conductora y entrevistadora  para luego pasar como productora y conductora del programa del mismo corte musical llamado Al rojo vivo, emitido por Global Satélite.
Después de casarse y durante los años 1997-1998, formó parte del elenco de la novela Torbellino, producción que se extendió a una segunda parte llamada Boulevard Torbellino. Ambas fueron producidas por Iguana Producciones las cuales tuvieron mucho éxito y repercusión a nivel internacional por sus canciones y corte juvenil.
En 1999 Conduce junto con su hermana Fiorella del programa concurso A mil por hora emitido por Panamericana Televisión. Es reconocida hasta hoy como vocalista principal del grupo musical "Torbellino", ganador de un Disco de Oro y Platino a nivel nacional batiendo récords de ventas en tan solo dos semanas de emitido con un disco de Oro y Platino. 
Bárbara es compositora de los dos hits del disco: los temas  "Solamente tu" y "Poco a Poco".Canciones que se escuchan hasta hoy en fiestas y discotecas, Lo que hizo sea recordada como Icono de los años 90s en su país Perú, Ecuador, Bolivia y Chile.Tenendo mucho éxito en España y Turquía también.
En el año 2000, junto a su hermana Fiorella Cayo forman el dúo pop Bárbara y Fiorella, lanzan el disco Versión 0.1 editado por Sony Music también logrando disco de oro y platino con dicha producción discográfica en poco tiempo. Los hits del disco fueron "Si vinieras por mi" de su autoría y composición.
Aparte de su trayectoria musical, Bárbara fue conductora del Festival de la Cerveza Cuzqueña y del Wordwide Models Search en 2002, que englobó a varias modelos de belleza.
En 2003, participó en la telenovela Soledad como Daniela Bustamante, un personaje que dio mucho que hablar.
En el 2004 fue conductora y jurado respectivamente de los realities musicales Superstar y Starkids, emitidos por Panamericana Televisión
En el año 2005 se vio forzada a apartarse de las cámaras por descanso médico tras una dura operación que se tardo en recuperarse en 3 años. En el interín saca el disco VEN, producción musical realizada para recaudar fondos para el albergue infantil Por Amor a la Vida. Luego le siguieron las produccione musicales: "Feliz Navidad", "Valses en Chillout","Le pregunte al olvido"," Mujer","llevame" Entre otros.
En 2008, concursó en el reality de baile Bailando por un sueño.
Regresó a la televisión desde el 2011 hasta el 2013 con la exitosa serie Al fondo hay sitio, la producción más vista a nivel nacional interpretando a Rafaella Picasso Maldini.
En 2014-2019, inaugura su Productora y Agencia BTL Epico Comunicaciones. dedicada al sector publicidad y contenido audiovisual.
En el 2022 regresa a la nueva temporada de la serie más vista de la televisión peruana Al Fondo hay Sitio en el Papel de la hija mayor de la familia principal, los Picasso Maldini, tomando un papel más protagónico.

## Vida personal
Estuvo casada con el peruano de ascendencia italiana Lucho Rovegno, dueño de la Baguetteria-Pastelería Rovegno, una de las más importantes de Lima, con él tuvo a sus 2 hijas. Tras un caso de infidelidad por las cámaras de Magaly TeVe en el año 2000, se divorciaron, aunque en la actualidad mantienen una buena relación.
En 2006 fue diagnosticada de cáncer, con lo que formó la organización no gubernamental Por Amor por la Vida, con el apoyo de Pilar Nores.
Tiene tres hijos, Ariana, Alessia y Gaetano. Las dos primeras son modelos y cantantes con el dúo Alessia y Vambina, mientras que el tercero es fruto de una relación posterior, de quién se separa también en medio de escándalo y acusaciones de agresión.

## Créditos

### Series y telenovelas
- Mala mujer (1992)
- Torbellino (1997) como Marisol Campoverde Martel.
- Boulevard Torbellino (1998)
- Soledad (2001) como Daniela Bustamante.
- La mujer de Lorenzo (2003)
- Al fondo hay sitio (2011-2013, 2016 y 2022) como Rafaella Picasso Maldini.
- Torbellino, 20 años después (2018) como Marisol Campoverde Martel.

### Programas
- Taxi (1996)
- Al rojo vivo (1997)
- A mil por hora (1999)
- Superstar (2004), presentadora.
- Starkids (2004–05), jurado.
- Bailando por un sueño (2008), concursante.

### Teatro
- La mujer de mi hermano
- José y la asombrosa túnica de sueños multicolor (2007)

## Discografía

### DiscoCorazón de la ciudad
- «Solamente tú»
- «Poco a poco»

### DiscoVersión 0.1
- «Si vinieras por mí»
- «Tanta maravilla»
- «Te siento»
- «Oh corazón»
- «Qué me importa»
- «Bandido»
- «Siempre rondando»
- «Por el océano»
- «Cómo te digo»
- «Es que te extraño»

### DiscoVen
- «No hay remedio»
- «El antidoto»
- «Cielo roto»
- «Mil razones»
- «Tu mi gato»
- «Principe azul»
- «Contando las horas»
- «3 más»

### DiscoFeliz Navidad
- «Santa llego a la ciudad»
- «9 más.»

### Sencillos
Le pregunte al olvido:
- «Fiorella»
- «Mujer»